# United Abominations
United Abominations je jedenácté studiové album americké thrashmetalové skupiny Megadeth. Vydalo jej 15. května 2007 hudební vydavatelství Roadrunner Records a jeho producentem byl Andy Sneap spolu s Jeffem Baldingem a frontmanem skupiny Davem Mustainem. V žebříčku UK Albums Chart se album umístilo na třiadvacáté příčce; v Billboard 200 na osmé. Základní verze alba obsahuje celkem jedenáct písní; na japonské se nachází ještě jedna bonusová nahrávka, jde o coververzi písně „Out On the Tiles“ od skupiny Led Zeppelin.

## Seznam skladeb
| Pořadí | Název                                      | Autor                                 | Délka |
| ------ | ------------------------------------------ | ------------------------------------- | ----- |
| 1.     | Sleepwalker                                | Dave Mustaine                         | 5:53  |
| 2.     | Washington Is Next!                        | Mustaine                              | 5:19  |
| 3.     | Never Walk Alone… A Call to Arms           | Mustaine, Glen Drover                 | 3:54  |
| 4.     | United Abominations                        | Mustaine                              | 5:35  |
| 5.     | Gears of War                               | Mustaine                              | 4:25  |
| 6.     | Blessed Are the Dead                       | Mustaine                              | 4:02  |
| 7.     | Play for Blood                             | Mustaine                              | 3:49  |
| 8.     | À Tout le Monde (Set Me Free)              | Mustaine                              | 4:11  |
| 9.     | Amerikhastan                               | Mustaine                              | 3:43  |
| 10.    | You're Dead                                | Mustaine                              | 3:18  |
| 11.    | Burnt Ice                                  | Mustaine                              | 3:47  |
| 12.    | Out On the Tiles (bonus na japonské verzi) | Jimmy Page, Robert Plant, John Bonham | 4:03  |

## Obsazení
Megadeth
- Dave Mustaine – zpěv, kytara
- Glen Drover – kytara, doprovodné vokály
- James LoMenzo – baskytara, doprovodné vokály
- Shawn Drover – bicí, perkuse, doprovodné vokály

Ostatní hudebníci
- Chris Rodriguez – doprovodné vokály
- Axel Mackenrott – klávesy
- Cristina Scabbia – doprovodné vokály
- Renaud Bernard – francouzský hlas
- Djamila Zeghoudi – francouzský hlas